# Kirchstraße 32 (Reinheim)

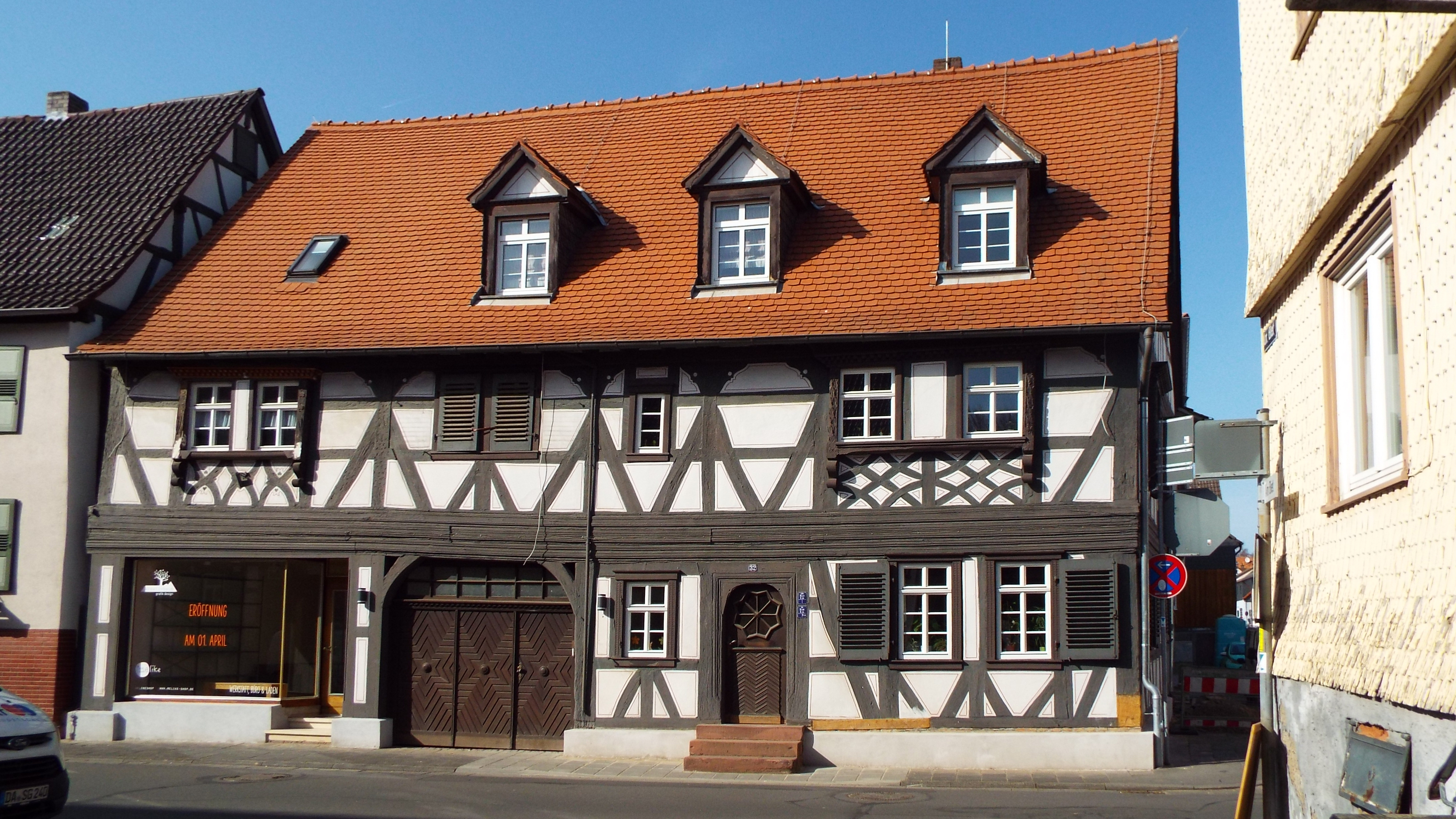
Fachwerkhaus Kirchstraße 32 in Reinheim (2017)

Der Fachwerkbau Kirchstraße 32 in der Stadt Reinheim im Landkreis Darmstadt-Dieburg in Hessen ist ein Wohn- und Geschäftshaus. Es wurde in Fachwerkbauweise am Ende des 16. Jahrhunderts errichtet und befindet sich in der Kirchstraße an der Einmündung zur Jahnstraße. Das Gebäude wurde als Kulturdenkmal durch das Landesamt für Denkmalpflege Hessen aus künstlerischen und städtebaulichen Gründen in das Denkmalverzeichnis des Landes Hessen mit der Nummer 15692 eingetragen.

## Beschreibung
Das am Ende des 16. Jahrhunderts errichtete Fachwerkhaus wurde als langgestrecktes zweigeschossiges Wohn- und Geschäftshaus mit überbauter Tordurchfahrt gebaut. Der Hauseingang mit einer geschnitzten Haustür an der Kirchstraße ist über drei Sandsteinstufen zu erreichen. Die Fassade weist ein Zierfachwerk mit Mannformen und geschweiften Malkreuzen aus, die mit geschweiften Rauten in den Brüstungsfeldern kombiniert wurden.
Neben vier fränkischen Erkern wurden die Pfosten mit Blatt- und Schuppenwerk ornamentiert und am Eckpfosten in der Giebelseite wurde ein Herz mit den Buchstaben B B B H N N V eingeritzt. Die überbaute hölzerne Hofeinfahrt und das ausgebaute Dachgeschoss wurden in späterer Zeit erweitert.

### Heutige Nutzung
Im Gebäude wurden durch die Stiftung Nieder-Ramstädter Diakonie eine Begegnungsstätte für die örtliche Bevölkerung, ein Büro und Wohnungen für betreutes Wohnen eingerichtet.